# Les Perroquets de la place d'Arezzo
Les Perroquets de la place d'Arezzo est un roman d'Éric-Emmanuel Schmitt paru en 2013 chez Albin Michel.

## Synopsis
« Ce mot simplement pour te signaler que je t’aime.
Signé : tu sais qui. »
Cette lettre anonyme, les habitants de la Place d’Arezzo — quartier bourgeois de Bruxelles —  la reçoivent tous et elle ébranle leur existence : chacun l’interprète à sa façon, révélant par là ce qu’il appelle « amour ». 
Sous les perruches et les perroquets exotiques qui ont colonisé les arbres de la place, s’agite donc une autre faune aussi colorée : un politicien, une fleuriste, une attachée de presse, un écrivain populaire, un beau jardinier timide et sa petite fille surdouée, une femme de ménage, un galeriste et son assistante, un couple de garçons,
...

## Critiques
Les critiques sont mitigées dans la presse francophone. Ainsi Philippe Chevilly note dans Les Echos: « On reprochera à l’écrivain son style un peu trop simple et direct, quelques situations convenues… Mais son habileté de conteur, son propos généreux et audacieux dissipent les réserves ». Quant à Juliette Namias du site ActuaLitté, elle écrit : « On reprochera cependant à l'auteur ce trop-plein de personnages qui, au fil des pages, perdent en authenticité. Leur description est manichéenne, trop convenue (...) ». Enfin, pour Guy Duplat de La Libre Belgique : « Si le roman est amusant, il est aussi léger et caricatural »...

## Éditions
Édition imprimée originale
- Éric-Emmanuel Schmitt, Les Perroquets de la place d'Arezzo, Paris, éd. Albin Michel, 21 août 2013, 736 p., 140mm x 205mm (ISBN 978-2-84666-211-6 et 2-84666-211-8, BNF 39237541)

Édition imprimée au format de poche
- Éric-Emmanuel Schmitt, Les Perroquets de la place d'Arezzo, Paris, Librairie générale française, coll. « Le Livre de poche », 26 août 2015, 792 p., 18 cm (ISBN 978-2-253-08732-8)

## Traductions
Le roman a été traduit en allemand, anglais, bulgare, italien, polonais et russe.